# François Jacob
Pour les articles homonymes, voir Jacob.
François Jacob est un biologiste et médecin français, né le 17 juin 1920 à Nancy et mort le 20 avril 2013, à Paris 14e.
En 1965, il est récompensé du prix Nobel de physiologie ou médecine. 
Compagnon de la Libération par décret du 17 novembre 1945, il est chancelier de l'ordre d'octobre 2007 à octobre 2011.

## Biographie

### Jeunesse et famille
Né dans une famille juive, François Jacob est le fils unique de Simon Jacob et de Thérèse Franck (morte en juin 1940). Son grand-père maternel, Albert Franck (1868-1936), polytechnicien (X1887), est le « premier Juif à atteindre le grade de général de corps d'armée ». Il est le cousin germain de Gilles Jacob.

### Engagement durant la Seconde Guerre mondiale
Après sa scolarité au lycée Carnot de Paris, il s'inscrit à la faculté de médecine de Paris avec l'intention de devenir chirurgien. Ses études de médecine sont interrompues avant la fin de la deuxième année : en juin 1940, il quitte la France pour rejoindre les Forces françaises libres à Londres. C'est en qualité d'officier du Service de santé des armées qu'il participe aux opérations militaires au Fezzan et en Tripolitaine (Libye), ainsi qu'en Tunisie, où il est blessé par des éclats de mortier au bras. Il passe ensuite dans la 2e DB. Lors de la campagne de Normandie en août 1944, il est à nouveau blessé, cette fois grièvement (son bras et sa jambe reçoivent quatre-vingts éclats de grenade aérienne), et doit passer sept mois à l'hôpital d'instruction des armées du Val-de-Grâce. Il est nommé médecin-lieutenant à titre exceptionnel le 10 novembre 1944.
Après la guerre, il termine ses études de médecine à Paris, où il soutient en 1947 une thèse consacrée aux propriétés de la tyrothricine, un antibiotique à usage local qui avait été isolé dès 1939 par René Dubos, et qui fut le premier antibiotique commercialisé. La même année, il épouse la pianiste Lysiane Bloch, avec qui il va avoir quatre enfants : Pierre, qui devint philosophe, les jumeaux Laurent et Odile (fondatrice des éditions Odile Jacob), et Henri. Veuf, il se marie en secondes noces avec le docteur Geneviève Barrier, directrice du SAMU à Paris.
Humaniste, il a notamment signé, avec d'autres lauréats du prix Nobel, un appel demandant qu'une délégation du Comité des droits de l'enfant de l'ONU rende visite à un enfant tibétain en résidence surveillée depuis 1995 en Chine, Gendhun Choekyi Nyima, reconnu comme 11e panchen-lama par le 14e dalaï-lama, Tenzin Gyatso.
Les honneurs militaires lui sont rendus le 24 avril 2013 dans la cour d'honneur des Invalides, en présence du président de la République.

### Carrière scientifique
Ses blessures de guerre lui interdisant d'exercer la chirurgie, il travaille d'abord dans d'autres domaines (sulfamide et pénicilline), jusqu'en 1950 où il entre à l'institut Pasteur sous la direction d'André Lwoff.
En 1956, il est nommé directeur de laboratoire et, en 1960, chef du service de génétique cellulaire qui venait d'être créé à l'institut Pasteur. Lorsque le Collège de France crée à son tour une chaire de génétique cellulaire, en 1964, il en devient le professeur.
L'importance de ses travaux sur l'ADN et l'ARN, et la célébrité que lui confère le prix Nobel (1965), le font recevoir comme membre étranger de nombreuses académies : Académie royale danoise des sciences et des lettres, American Academy of Arts and Sciences, National Academy of Sciences des États-Unis, American Philosophical Society, Royal Society de Londres, Académie royale de médecine de Belgique, New York Academy of Sciences, International Academy of the History of Science, Académie hongroise des sciences, Académie royale des sciences d'Espagne. 
Il est aussi docteur honoris causa des universités de Chicago, du Mount Sinaï Medical Center de New York, Humboldt de Berlin, Bruxelles, Barcelone, de l'institut Weizmann d'Israël, de l'université Rockefeller de New York, Oxford, Rome, Lisbonne, Bologne, Harvard, Athènes, Crète, Montréal, Valence, Madrid, Istanbul.

## Principaux travaux
C'est en 1951 qu'il achève ses études de biologie et en 1954 qu'il soutient à la Sorbonne une thèse de doctorat en biologie consacrée à la lysogénie bactérienne (c’est-à-dire l'état d'une bactérie ayant intégré une partie du matériel génétique d'un virus bactériophage) et au concept de provirus (un provirus ou prophage étant le nom donné au génome dormant du bactériophage une fois intégré à celui de la bactérie hôte). Dans ce travail, il décrit notamment les conséquences biochimiques des mutations ponctuelles du génome bactérien. C'est ainsi qu'il parvient à expliquer la résistance des bactéries aux prophages par l'existence de mécanismes génétiques capables de freiner l'activité des gènes des prophages.
En 1954, commence, avec Élie Wollman, une collaboration féconde de plusieurs années, qui leur permettra de mieux comprendre les liens et les relations entre le matériel génétique de la bactérie et celui de son prophage, ainsi que la conjugaison entre bactéries. Ils élaborent ensemble plusieurs théories nouvelles, pour expliquer l'échange de gènes entre bactéries au cours d'une conjugaison, pour démontrer la structure circulaire du chromosome des bactéries et l'existence des plasmides. Leurs résultats sont rassemblés dans l'ouvrage Sexualité et génétique des bactéries.
En 1958, les analogies remarquables entre la lysogénie et la possibilité d'induire chez certaines bactéries la synthèse de la lactase (l'enzyme permettant de décomposer le lactose) permettent à François Jacob et à Jacques Monod d'élucider les mécanismes génétiques responsables de l'échange de gènes entre bactéries. Ces échanges confèrent aux bactéries des propriétés nouvelles en leur permettant, par exemple, de synthétiser des protéines. C'est ainsi qu'ils découvrent l'opéron lactose de la bactérie Escherichia coli, qui révolutionne la compréhension de la régulation de l'expression chez les bactéries, à l'origine du développement du génie génétique. En conclusion de ce travail, Jacob et Monod ont mis au point un modèle décrivant l'interaction des différents types de gènes et des protéines lors de la transcription de l'acide ribonucléique (ARN).
Dans les années 1970-1980, il écrit des ouvrages qui défendent une approche biologisante, La logique du vivant, Le jeu des possibles,.
Il fut membre du conseil d'administration du Centre Royaumont pour une Science de l’Homme.

## Engagement militant
En 1972, François Jacob prends la parole au procès de Bobigny en tant que spécialiste scientifique au côté de Jacques Monod à propos de l'avortement, dont le droit est défendu par l'avocate et militante féministe Gisèle Halimi. Il écrit également une tribune publiée dans le journal Le Monde, intitulée Droit à l'avortement : « Donner la vie est une chose sérieuse ». Il poursuit en affirmant que « la loi sur l'avortement ne remplit plus ses fonctions ni de prévention ni de répression », récusant les arguments utilisés contre l'avortement,  qu'il qualifie d'« objet d'une haine qui relève plus de la passion que de la raison ».

## Décorations et distinctions

### Décorations
- Grand-croix de la Légion d'honneur ;
- Grand officier de l'ordre national du Mérite ;
- Croix de la Libération par décret du 17 novembre 1945 pour son action durant la Seconde Guerre mondiale. En octobre 2007, F. Jacob est nommé Chancelier de l’Ordre de la Libération pour une période de quatre ans, après le décès de Pierre Messmer. Fred Moore lui succède en octobre 2011 ;
- Croix de guerre 1939–1945 avec 5 citations ;
- Médaille coloniale avec agrafes « Fezzan-Tripolitaine » et « Tunisie » ;
- Insigne des blessés militaires ;
- Ordre du Ouissam alaouite (1971)[15].

### Distinctions
- Prix Charles Léopold Mayer de l'Académie des sciences (1962) ;
- En 1965, le prix Nobel de physiologie ou médecine, qu'il partage avec André Lwoff et Jacques Monod, vient récompenser ses travaux en génétique ;
- Élu à l'Académie des sciences en 1977 ;
- Élu à l'Académie française en 1996, au fauteuil du romancier Jean-Louis Curtis, et reçu par Maurice Schumann le 27 novembre 1997 ;
- En 1995 et 2005, il a été délégué de l'Académie des sciences à la Séance publique annuelle des cinq académies de l'Institut de France.

## Œuvres
- 1954 : Les Bactéries lysogènes et la Notion de provirus, éditions Masson.
- 1961 : Sexuality and the genetics of bacteria, avec Élie Wollman, aux Academic Press
- 1970 : La Logique du vivant, une histoire de l’hérédité, aux éditions Gallimard.
- 1979 : L'évolution sans projet dans Le Darwinisme aujourd'hui, collection Points - Sciences, éditions du Seuil).
- 1981 : Le Jeu des possibles, essai sur la diversité du vivant, aux éditions Fayard
- 1987 : La Statue intérieure, aux éditions Odile Jacob, livre autobiographique.
- 1997 : La Souris, la Mouche et l’Homme, éditions Odile Jacob.